# 141496 Барткевісіус
141496 Барткевісіус (141496 Bartkevicius) — астероїд головного поясу, відкритий 15 березня 2002 року.
Тіссеранів параметр щодо Юпітера — 3,479.